# Domenico Beccafumi
Domenico Beccafumi, även kallad Il Mecherino, född omkring 1486 i Monteaperti, död 18 maj 1551 i Siena, var en italiensk konstnär.
Beccafumi var manierist och efterbildade särskilt Michelangelo, som han hade studerat i Rom. Han verkade mestadels i Siena där han målade tak, altartavlor och fresker. Hans golvmosaiker i Sienas katedral är berömda. På äldre dagar arbetade Beccafumi mestadels som skulptör.